# Lécaude
Lécaude est une ancienne commune française située dans le département du Calvados en région Normandie, peuplée de 129 habitants.
Le 1er janvier 2017, elle prend le statut administratif de commune déléguée au sein de la nouvelle commune de Mézidon Vallée d'Auge de statut administratif commune nouvelle.

## Géographie

### Localisation
La commune est à l'ouest du pays d'Auge. Son bourg est à 9 km au sud de Cambremer, à 13 km au sud-ouest de Lisieux, à 15 km au nord-est de Saint-Pierre-sur-Dives et à 16 km au nord-ouest de Livarot.
| Monteille                                      | La Houblonnière       | La Houblonnière |
| Monteille                                      | Lécaude               | Les Monceaux    |
| Le Mesnil-Mauger (comm. ass. de Saint-Crespin) | Grandchamp-le-Château | Le Mesnil-Simon |

## Toponymie
Le nom de la localité est attesté sous les formes Sancta Maria Calida en 1063 et 1066, et La Caude en 1716. Issu du latin calida, « chaude » — d'où la forme latinisée du XIe siècle —, le normand caude évoque l'exposition favorable du village,, et est à ce titre à rapprocher de Soliers (de solarium).
Le gentilé est Lécaudais.

## Histoire
En 1942, la Résistance provoque plusieurs déraillements de trains de permissionnaires allemands. Un déraillement manqué à Lécaude sur la ligne de Caen, va permettre à la Gestapo de démanteler le réseau à l'origine des sabotages, dont Edmone Robert, résistante, institutrice a Saint-Aubin-sur-Algot.
Le 1er janvier 2017, Lécaude intègre avec treize autres communes la commune de Mézidon Vallée d'Auge créée sous le régime juridique des communes nouvelles instauré par la loi no 2010-1563 du 16 décembre 2010 dle réforme des collectivités territoriales. Les communes des Authieux-Papion, de Coupesarte, de Crèvecœur-en-Auge, de Croissanville, de Grandchamp-le-Château, de Lécaude, de Magny-la-Campagne, de Magny-le-Freule, du Mesnil-Mauger, de Mézidon-Canon, de Monteille, de Percy-en-Auge, de Saint-Julien-le-Faucon et de Vieux-Fumé deviennent des communes déléguées et Mézidon-Canon est le chef-lieu de la commune nouvelle.

## Politique et administration

### Liste des maires
| Période                                  | Période       | Identité      | Étiquette | Qualité                       |
| ---------------------------------------- | ------------- | ------------- | --------- | ----------------------------- |
| Les données manquantes sont à compléter. |               |               |           |                               |
| juin 1995                                | mars 2008     | Michel Joéo   | SE        | Agriculteur                   |
| mars 2008                                | décembre 2016 | Joël Delozier | SE        | Poseur de revêtements de sols |

Le conseil municipal était composé de onze membres dont le maire et trois adjoints.

### Liste des maires de la commune déléguée
| Période      | Période  | Identité          | Étiquette | Qualité         |
| ------------ | -------- | ----------------- | --------- | --------------- |
| janvier 2017 | mai 2020 | Joël Delozier     | SE        | Retraité        |
| mai 2020     | En cours | Nathalie Truffaut | SE        | Gérante de gîte |

### Jumelages
- Caldes de Montbui (Espagne).

## Population et société

### Démographie
L'évolution du nombre d'habitants est connue à travers les recensements de la population effectués dans la commune depuis 1793. À partir du 1er janvier 2009, les populations légales des communes sont publiées annuellement dans le cadre d'un recensement qui repose désormais sur une collecte d'information annuelle, concernant successivement tous les territoires communaux au cours d'une période de cinq ans. 
Pour les communes de moins de 10 000 habitants, une enquête de recensement portant sur toute la population est réalisée tous les cinq ans, les populations légales des années intermédiaires étant quant à elles estimées par interpolation ou extrapolation. Pour la commune, le premier recensement exhaustif entrant dans le cadre du nouveau dispositif a été réalisé en 2006,.
En 2021, la commune comptait 129 habitants, en évolution de −18,35 % par rapport à 2015 (Calvados : +1,58 %, France hors Mayotte : +2,49 %).
Lécaude a compté jusqu'à 431 habitants en 1806.
| 1793 | 1800 | 1806 | 1821 | 1831 | 1836 | 1841 | 1846 | 1851 |
| ---- | ---- | ---- | ---- | ---- | ---- | ---- | ---- | ---- |
| 382  | 320  | 431  | 399  | 377  | 340  | 302  | 300  | 302  |

| 1856 | 1861 | 1866 | 1872 | 1876 | 1881 | 1886 | 1891 | 1896 |
| ---- | ---- | ---- | ---- | ---- | ---- | ---- | ---- | ---- |
| 319  | 269  | 273  | 250  | 254  | 251  | 254  | 250  | 263  |

| 1901 | 1906 | 1911 | 1921 | 1926 | 1931 | 1936 | 1946 | 1954 |
| ---- | ---- | ---- | ---- | ---- | ---- | ---- | ---- | ---- |
| 225  | 212  | 218  | 186  | 175  | 182  | 163  | 125  | 154  |

| 1962 | 1968 | 1975 | 1982 | 1990 | 1999 | 2006 | 2011 | 2016 |
| ---- | ---- | ---- | ---- | ---- | ---- | ---- | ---- | ---- |
| 131  | 121  | 112  | 123  | 116  | 148  | 155  | 151  | 132  |

| 2019 | - | - | - | - | - | - | - | - |
| ---- | - | - | - | - | - | - | - | - |
| 129  | - | - | - | - | - | - | - | - |

## Culture locale et patrimoine

### Lieux et monuments
- Manoir des Demaines, de la fin du XVe siècle. Le logis et le cellier attenant au manoir sont classés au titre des Monuments historiques depuis le 6 septembre 2006, le reste du domaine est inscrit depuis la même date[17].
- Église Notre-Dame, du XIIe siècle.
- Manoir Saint-Martin, du XIIIe siècle.

### Personnalités liées à la commune
- André Jacoubet (1913-1940), officier de marine et pilote de chasse. Il s'écrase le 17 juin 1940 à 150 m du village après un combat héroïque.